# Back to the Start
"Back to the Start" là bài hát của nữ nghệ sĩ người Anh Lily Allen từ album phòng thu thứ hai của cô, It's Not Me, It's You. Đây là đĩa đơn thứ sáu và cũng là cuối cùng từ album.
"Back to the Start" đã được chơi trong các bảng xếp hạng đếm ngược ở radio Úc và đạt vị trí 21 trên Australian Airplay Chart. Không có video âm nhạc nào được thực hiện để quảng bá cho đĩa đơn này.

## Thông tin bài hát
Bài hát viết về mối quan hệ của Lily Allen với chị gái của mình, Sarah Owen. Trong lời bài hát, Allen mô tả sự hi vọng được tha thứ từ người chị gái mình, mong chị "quay về lúc trước". Lily giải thích với tờ The Sun ngày 30 tháng 1 năm 2009: "Sarah và tôi không còn hòa thuận với nhau trong một khoảng thời gian rất dài, rất dài rồi. Chị ấy khóc khi nghe bài hát này và chúng tôi đang thân thiết hơn lúc nào hết."

## Record Store Day
Lily Allen là một trong số 12 nghệ sĩ của hãng Parlophone có một bài hát được hãng phát hành độc quyền cho UK Record Store Day 2010 với "Back to the Start". Mặt B trước đây của "The Fear" có tên "Kabul Shit", cũng đã góp mặt làm mặt B của đĩa đơn này. Ca khúc chỉ được phát hành dưới dạng đĩa 7" vinyl, số lượng giới hạn 1.000 bản và chỉ được gửi đến các cửa hàng nhạc được chọn trên toàn nước Anh ngày 17 tháng 4 năm 2010. Ngoài ra, ca khúc cũng có được tải về từ mạng Internet.

## Danh sách bài hát và định dạng
7" Vinyl
1. "Back to the Start" – 4:14
2. "Kabul Shit" – 3:45

## Xếp hạng
| Bảng xếp hạng (2010)     | Vị trí cao nhất |
| ------------------------ | --------------- |
| Australian Airplay Chart | 21              |